# Goudse Schouwburg
De Goudse Schouwburg is een theater in de Nederlandse stad Gouda. Het huidige theater aan de Boelekade uit 1992 is een ontwerp van AGS Architecten en Planners, J. Paré uit Heerlen. Het interieur is van T. van Bergen uit Delft. De schouwburg bestaat uit een grote zaal met twee halfronde balkons en 813 zitplaatsen, een kleine zaal met 232 plaatsen en een 24 meter hoge toneeltoren met een lichtornament van Margot Zandstra. In 1994 ontving de schouwburg de Architectuuronderscheiding van de stad Gouda, een publieksprijs.   In 2011 werd de Goudse Schouwburg door de Vereniging Vrije Theaterproducenten uitgeroepen tot Theater van het Jaar. In 2016 en 2017 won het de verkiezing van ‘Het meest gastvrije theater van Nederland’. 
In het theater wordt onder meer muziek, opera, musical, dans, toneel en cabaret opgevoerd.

## Geschiedenis
De geschiedenis van de Goudse Schouwburg gaat terug naar de Sociëteit Ons Genoegen, opgericht in 1854, die de zaal Kunstmin in eigendom had. In 1913 werd naast deze zaal de Nieuwe Schouwburg geopend. Tot 1971 werd het gebouw verhuurd aan een stichting waarin zowel de gemeente Gouda als de Sociëteit Ons Genoegen deelnamen. Na dat jaar kwam de Schouwburg in zijn geheel in handen van Stichting Schouwburgcomplex Gouda. Deze stichting was ook verantwoordelijk voor de exploitatie van de voormalige Arcade Bioscoop, elders in het centrum van Gouda. Cinema Gouda, de nieuwe bioscoop, is daarvoor in de plaats gekomen. De schouwburg uit 1913 werd in 1992 afgebroken, nadat eerder dat jaar het huidige theater zijn deuren op dezelfde locatie opende.